# Piasek (Kraków)

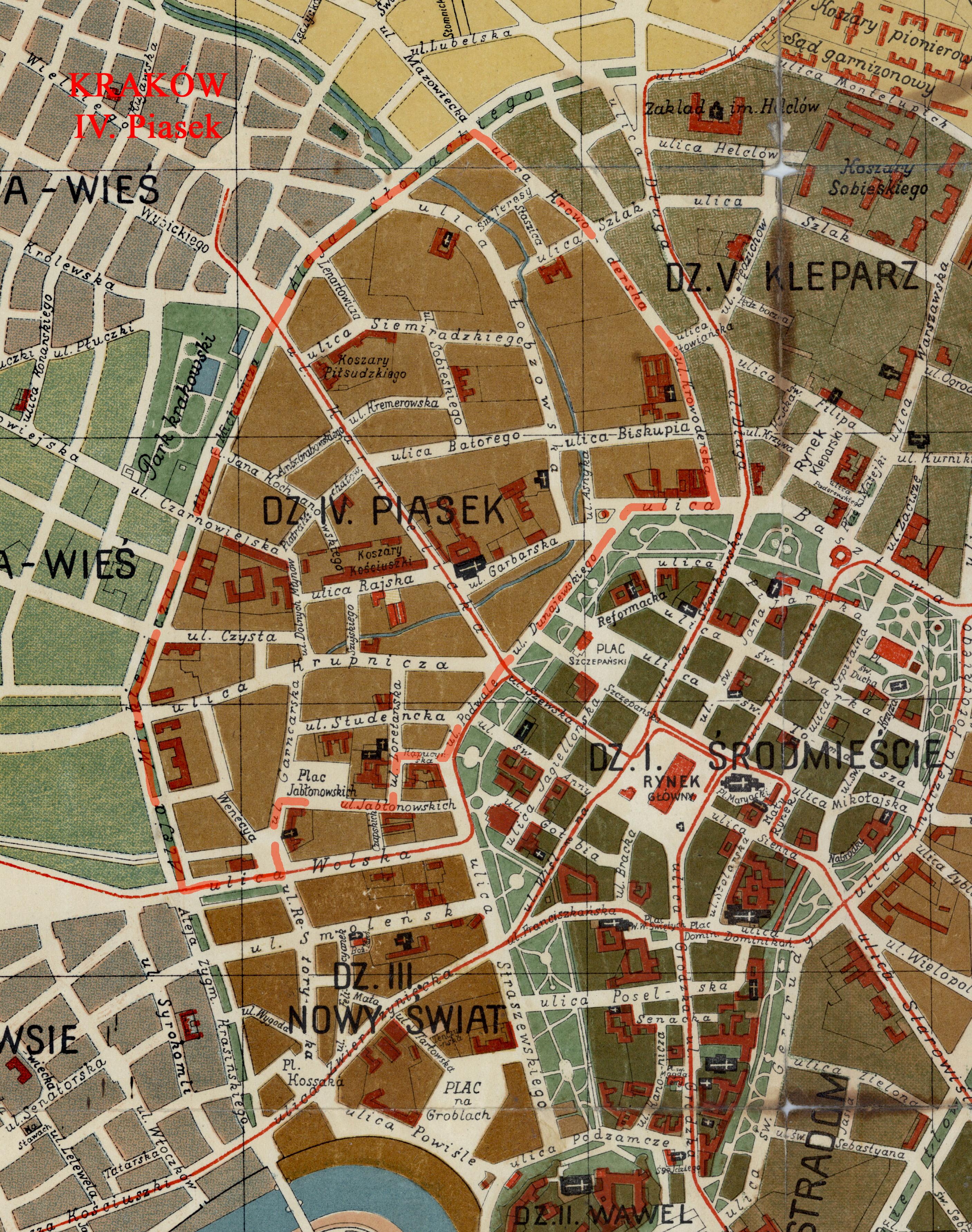
Piasek na planie z 1916 roku jako dzielnica Krakowa.

Piasek – dawna jurydyka Krakowa wchodząca obecnie w skład Dzielnicy I Stare Miasto. Jest to dawna IV dzielnica katastralna Krakowa.
W 1994 Piasek wraz ze Starym Miastem, Wawelem, Stradomiem, Kazimierzem, Podgórzem i Nowym Światem został uznany za pomnik historii.

## Etymologia nazwy
Nazwa Piasek utrwaliła się dopiero w XIX w. i pochodzi od określenia „piasek” dla terenu, na którym wznosi się kościół Karmelitów Trzewiczkowych. Pierwotnie obszar ten znany był pod nazwą Garbary, jako że osiedlili się na nim krakowscy garbarze.

## Położenie i granice
Dzielnica ta znajduje się w ścisłym centrum Krakowa, rozciąga się od północno-zachodnich granic Starego Miasta na zachód. Przebiega przez nią trasa tramwajowa w stronę Bronowic.
Liniami granicznymi dzielnicy są: ul. Piłsudskiego (dawniej Wolska), al. Mickiewicza, al. Słowackiego, ul. Krowoderska, ul. Basztowa, ul. Dunajewskiego, ul. Podwale, ul. Kapucyńska, ul. Loretańska, ul. Jabłonowskich, pl. Sikorskiego, ul. Garncarska.

## Historia

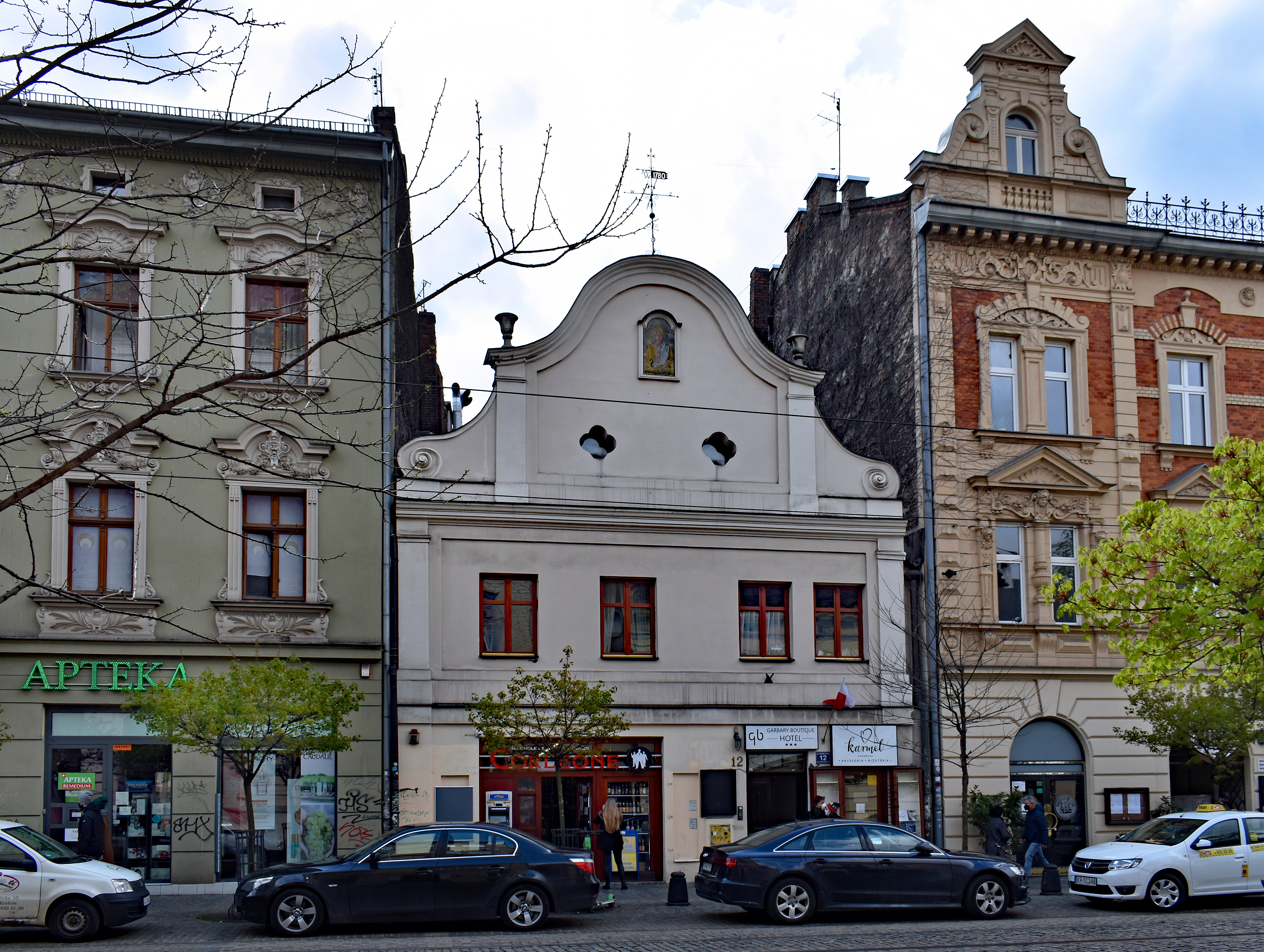
ul. Karmelicka 12
dawny ratusz jurydyki

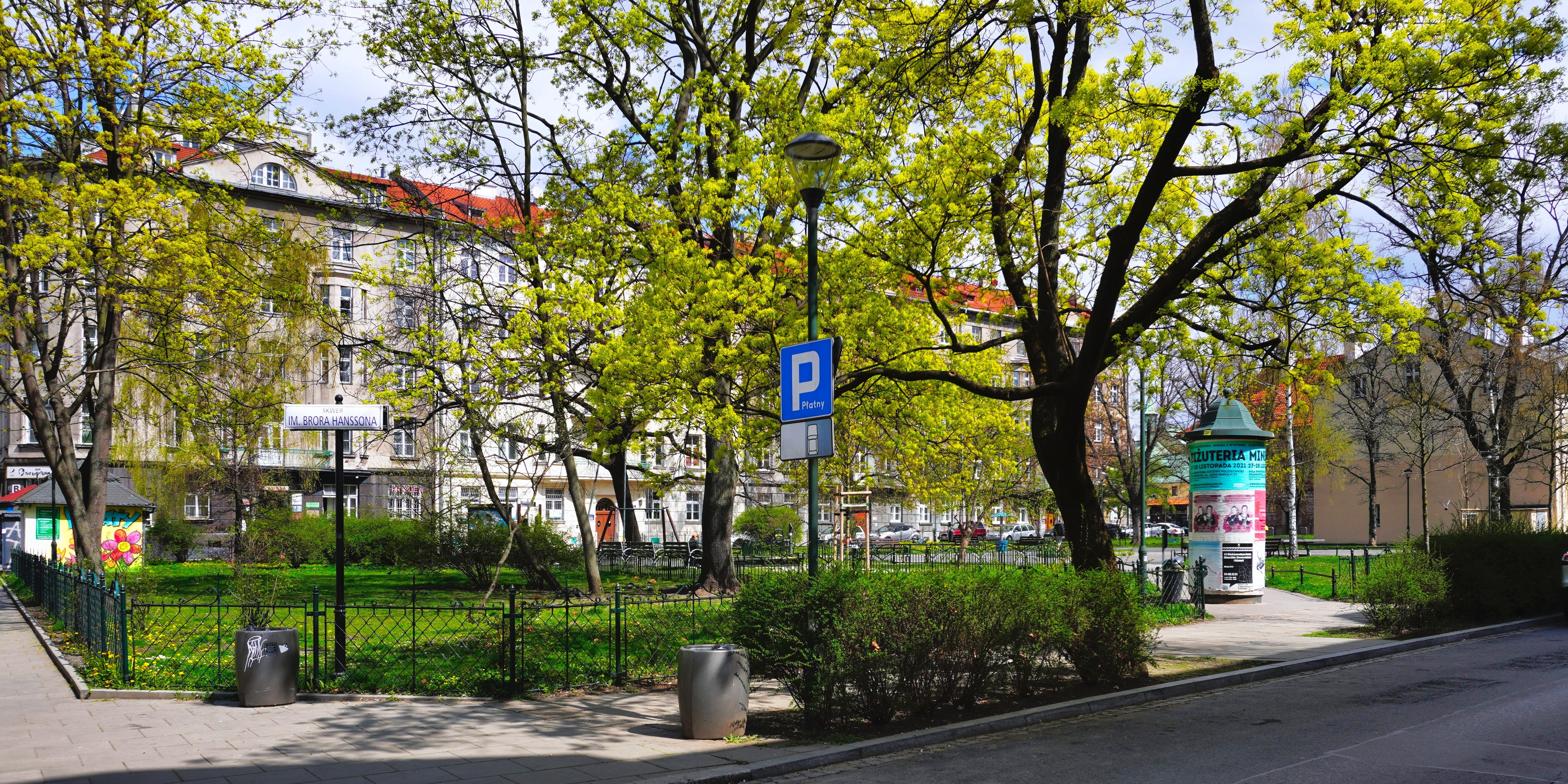
Plac gen. Władysława Sikorskiego

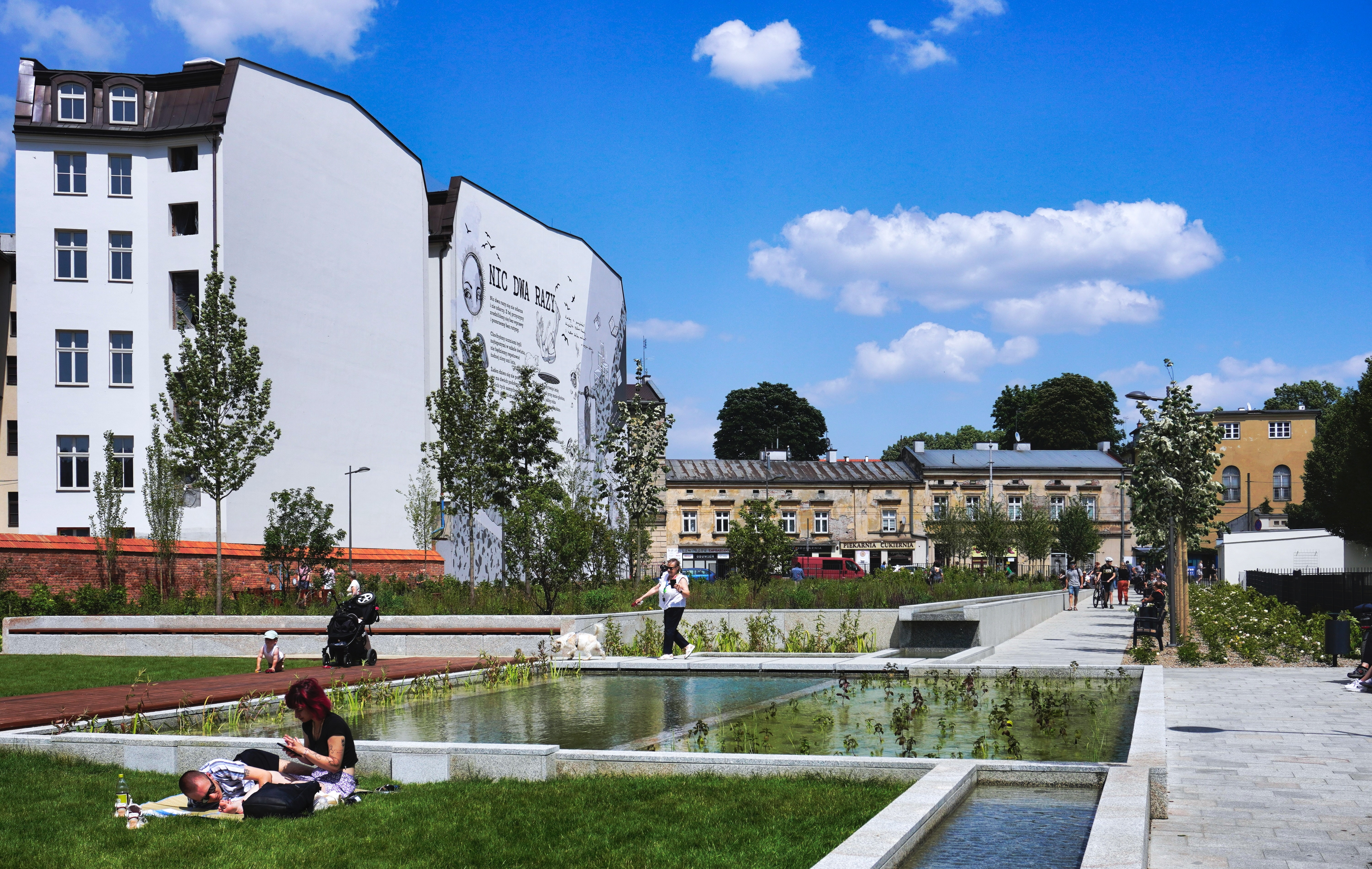
Park im. Wisławy Szymborskiej

Garbary zajmowały teren od ul. Wolskiej (teraz ul. Piłsudskiego) po Krowoderską.
Na zachód od bramy Szewskiej rozciągało się przedmieście Garbary, będące jurydyką miejską, mającą własny urząd wójtowsko-ławniczy oraz starannie prowadzone księgi miejskie. Obszar, na którym ta jurydyka powstała, należał od najdawniejszych czasów do władcy. W XIV w. były tam osady królewskie, takie jak: Czarna Wieś, Czarna Ulica, Pobrzezie. W 1363 król Kazimierz Wielki sprzedał Krakowowi prawo sądowe w wyżej wspomnianych wsiach. Już wtedy zaczęło kształtować się osiedle przed bramą Szewską, ściśle związane z Krakowem, opanowane przez żywioł niemiecki. Osiedlili się tutaj krakowscy garbarze, stąd określenie Suburbium Cerdonum lub Garbary. Wieś Garbary będąca własnością Krakowa położona była w drugiej połowie XVI wieku w powiecie proszowskim województwa krakowskiego. Przełomową datą w historii Garbar był najazd arcyksięcia Maksymiliana Habsburga w 1587, kiedy garbarze zdradzili Kraków, kontaktując się z nieprzyjacielem. Uwolniony Kraków zastosował wobec Garbar represje, polegające m.in. na spaleniu przedmieścia i pacyfikacji zagorzałych zwolenników Habsburga. Kolejne zniszczenie Garbar nastąpiło podczas szwedzkiego potopu. Warto przypomnieć, że Garbary – jako jedyna jurydyka – posiadały własny ratusz, który znajduje się w swojej XVIII-wiecznej formie przy ul. Karmelickiej 12.
Osiami Garbar były ul. Karmelicka i Łobzowska.

## Zabytki

### Obiekty sakralne
- Kościół Nawiedzenia Najświętszej Maryi Panny w Krakowie

Największą świątynią Garbar był kościół pw. Nawiedzenia NMP, który od schyłku XIV w. należy do karmelitów. Znajduje się przy zbiegu ul. Garbarskiej i Karmelickiej. Według XVII-wiecznej legendy ufundował go w 1087 książę Władysław Herman jako wotum za cudowne wyzdrowienie, książę cierpiał bowiem na uporczywe schorzenie skórne, trudne do wyleczenia. Podczas snu ukazała mu się Madonna, która wskazała na miejsce poza Krakowem, gdzie na piasku rosną fiołki. Owym piaskiem miał sobie potrzeć obolałe miejsca. Za otrzymane dobrodziejstwa ku czci NMP ufundował na miejscu od tej pory Piaskiem zwanym kościół pw. Matki Boskiej Śnieżnej. Dzieło Władysława Hermana kontynuował Piotr Dunin, ale i jemu śmierć nie pozwoliła sfinalizować zbożnego dzieła. Tyle mówi legenda, nieznana zresztą Długoszowi, a szerzona dopiero od XVII w. W rzeczywistości fundacja kościoła i klasztoru wiąże się z końcem XIV w. (1395). Długosz słusznie przypisuje fundację kościoła królowej Jadwidze i Władysławowi Jagielle. Kościół pw. Nawiedzenia NMP oddany został w 1397 zakonowi karmelitów, sprowadzonemu z Pragi, który ukończył dzieło Jadwigi. Za życia królowej położono tylko fundamenty, wzniesiono prezbiterium i zakrystię.
- kościół św. Piotra Małego (nieistniejący obecnie)

Drugą świątynią Garbar był nieistniejący już kościół św. Piotra Małego, stojący przy ul. Łobzowskiej, która – jak nazwa wskazuje – wiodła do Łobzowa. Kościół ten wzniósł swoim kosztem w 1498 profesor Almae Matris Jan Weis, jednocześnie proboszcz kościoła św. Szczepana. W jego zamierzeniu miał to być kościół cmentarny dla całego Krakowa. Celu tego nie osiągnął. Świątynię zniszczył najpierw najazd arcyksięcia Maksymiliana Habsburga (1587), a następnie potop szwedzki (1655-1657). Raz jeszcze padł ofiarą wojen szwedzkich w 1702. Niebawem został odbudowany i w 1710 konsekrował go sufragan Michał Szembek. Kościół otaczał cmentarz, gdzie od 1796 grzebano zmarłych z parafii św. Anny, św. Szczepana, Wszystkich Świętych oraz z Bronowic, Mydlnik i Rząski. Kościół zniesiono w 1801.
- kościół Zmartwychwstania Pańskiego

Mniej więcej na miejscu dawnego kościoła św. Piotra i cmentarza rozpościerającego się wokół niego postawiono w II poł. XIX w. neoromański kościół Zmartwychwstańców.
- kościół Kapucynów

Kościół Kapucynów, przy ul. Loretańskiej 11, był trzecią wielką świątynią Garbar. W 1695 z Warszawy przybyło do Krakowa trzech kapucynów pochodzenia włoskiego i zamieszkało przy kościele św. Piotra na Garbarach. Zaczęli jednak poszukiwać stosownego placu pod budowę klasztoru. Wkrótce znaleźli takie miejsce na tzw. Ogrodnikach i od rajcy Bonifacego Cantellego odkupili parcelę pod budowę kościoła. Fundatorem został chorąży zatorski Wojciech Dembiński.
- Kościół Opieki św. Józefa przy ul. Łobzowskiej 40.

### Ulice
- ulica Karmelicka

Należy ona do reprezentacyjnych ulic Krakowa z końca XIX w. Od średniowiecza wiodła tędy droga na Czarną Wieś i Łobzów. Obecna zabudowa pochodzi głównie ze schyłku XIX w., stanowiąc dobry przykład architektury doby historyzmu.
- ulica Rajska

Na ulicy tej znajdowały się austriackie koszary cesarza Franciszka Józefa, wzniesione w 1862, obecnie budynek Wojewódzkiej Biblioteki Publicznej.
- ulica Dolnych Młynów

Nazwa ulicy pochodzi od stojących tu niegdyś królewskich Młynów Dolnych. Budowle te wzniesiono prawdopodobnie w miejscu dawnych młynów wójtowskich z roku 1311. Pierwsza wzmianka o nich pochodzi z roku 1432. Młyn Dolny zwany inaczej „Kamiennym” został zniszczony podczas najazdu szwedzkiego. Odbudowany został po roku 1659 z inicjatywy wojewody brzesko-kujawskiego Hieronima Wierzbowskiego, wielkorządcy zamku krakowskiego. W roku 1777 ukończono budowę murowanego budynku młyna Kamiennego, który spłonął 18 lipca 1850 roku podczas wielkiego pożaru Krakowa. Młyn został później odbudowany w skromniejszej formie. Budowla została ostatecznie rozebrana po roku 1931. Tu pod numerem 3 Jan Matejko przez pół roku miał pracownię.
- ulica Kremerowska

Tu pod nr. 6 mieszkał Ignacy Daszyński, co upamiętnia tablica wmurowana w fasadę kamienicy.
- ulica Grabowskiego

Na kamienicy oznaczonej nr. 4 znajduje się płyta poświęcona Andrzejowi Małkowskiemu, twórcy polskiego skautingu, który mieszkał tu w latach 1905–1906.
- ulica Dunajewskiego

Znajdują się tu ciekawe przykłady architektury z II połowy XIX w. i początku XX w. Kamienice, które stoją przy tej ulicy, mają reprezentacyjny charakter ze względu na ich usytuowanie przy Plantach, stanowiących kiedyś pierwszą i jedyną promenadę otaczającą historyczny Kraków.
- ulica Łobzowska

Nazwa tej ulicy pochodzi od szlaku, który wiódł tą ulicą właśnie do Łobzowa. W rejonie tym od ok. 1237 roku działały młyny napędzane wodami Rudawy, skierowanymi w stronę Krakowa tzw. młynówką. Pierwszy kamienny Górny Młyn Królewski wzniósł z polecenia Władysława Łokietka budowniczy Mikołaj Gerlak. Za czasów Kazimierza Wielkiego postawiono tam jeszcze dwa młyny drewniane. Wszystkie te młyny zniszczyli Szwedzi podczas najazdu w połowie XVII wieku. Budynki młynów zostały następnie częściowo odbudowane. Nowe, piętrowe zabudowania Górnych Młynów stały przy dzisiejszej ul. Łobzowskiej nr 3. Zostały zburzone w latach dwudziestych XX w., a na ich miejscu wzniesiono w roku 1934 dom Związku Polskich Artystów Plastyków.
- ulica Sobieskiego

Znajduje się tu gmach II Liceum Ogólnokształcącego im. Jana III Sobieskiego, wzniesiony w 1896-1898 według planów Józefa Sarego.
- ulica Siemiradzkiego

Przy ul. Siemiradzkiego 5 stoi kamienica wzniesiona na początku XX w. przez Władysława Kaczmarskiego. Nieco dalej pod nr. 13 znajduje się siedziba Krakowskiego Klubu Kolekcjonerów, który powstał w 1976. Tutaj w Galerii „Izabella” odbywają się wystawy i spotkania kolekcjonerskie. Pod nr. 24 widzimy tablicę upamiętniającą ochotników wojny polsko-bolszewickiej z 1920 r.
- ulica Batorego

Pomiędzy ul. Łobzowską a Karmelicką znajduje się ul. Batorego (z przecznicą ul. Sobieskiego), przy której na uwagę zasługuje dom nr 12 – willa „Pod Stańczykiem”, czyli dom własny architekta Tadeusza Stryjeńskiego, zaprojektowany przez niego i postawiony w latach 1882–1883; w pracowni Stryjeńskiego, położonej w ogrodzie, podczas ostatniej restauracji odkryto witraż Stanisława Wyspiańskiego. Obecnie w pałacyku znajduje się tzw. Kolegium Sanockie UJ. Obok (nr 14) tenże architekt wzniósł w latach 1884–1885 dla Chranickiego willę oraz dom nr 24 (1886) i kamienicę Popielów nr 20 (1888). Pod nr. 3 – gmach dawnej Kasy Chorych, postawiony w latach 1926–1927 przez Wacława Nowakowskiego.
- ulica Loretańska

Tu znajduje się kościół Kapucynów.
- ulica Studencka
- ulica Krupnicza
- ulica Skarbowa
- ulica Garncarska
- ulica Wenecja
- ulica Czysta
- ulica Adama Asnyka
- ulica Biskupia
- ulica Sereno Fenn’a
- ulica Św.Teresy
- ulica Szlak (częściowo)
- ulica Kochanowskiego
- ulica Pawlikowskiego

ulica wytyczona w latach 30. XX wieku, biegnąca od ulicy Grabowskiego w kierunku alei Adama Mickiewicza, równolegle do ulicy Karmelickiej.

## Teatry
- Teatr Bagatela

Inicjatorem postawienia w Krakowie rozrywkowego teatru byli Marian Dąbrowski, Józef Król i Władysław Lubelski. Budynek zaprojektował w latach 1918–1919 architekt Janusz Zarzecki, a wnętrza w stylu secesyjnym ozdobił znany malarz i dekorator Henryk Uziembło. W 1928 r. pożar zniszczył wnętrze. Budynek odrestaurowali Stanisław Filipkiewicz i Tadeusz Tombiński, nadając mu bryłowatą formę. W 1938 „Bagatelę” raz jeszcze przerobiono, tym razem na kino „Scala”, a dokonał tego Fryderyk Tadanier. Po II wojnie światowej działał tutaj Teatr Powszechny, Teatr Młodego Widza, Teatr Rozmaitości, a od 1972 ponownie „Bagatela”. Tym razem wnętrza przebudowali Andrzej Peter i Ryszard Kulig, a teatr przyjął imię Tadeusza Boya-Żeleńskiego, który mieszkał w sąsiednim domu (nr 6), co upamiętnia tablica oraz pomnik w środku teatru. Na tejże kamienicy znajduje się tablica ku czci aktorki Marii Biliżanki-Bielińskiej (zm. 1988) – dzieło S. Hrynia.

## Muzea
- Dom Józefa Mehoffera – oddział Muzeum Narodowego w Krakowie, ul. Krupnicza 26
- Muzeum Ojców Karmelitów w Krakowie na Piasku, ul. Karmelicka 19

## Edukacja
- Auditorium Maximum UJ ul. Krupnicza 33
- Szkoła Podstawowa nr 7 im. Wojska Polskiego
- Gimnazjum nr 2 im. Adama Mickiewicza
- Prywatne Gimnazjum Akademickie nr VI im. Fryderyka Chopina
- II Liceum Ogólnokształcące im. Króla Jana III Sobieskiego w Krakowie
- V Liceum Ogólnokształcące im. Augusta Witkowskiego w Krakowie
- Instytut Neofilologii Akademii Pedagogicznej w Krakowie
- VIII Prywatne Akademickie Liceum Ogólnokształcące

## Inne obiekty

### Służba zdrowia
- NZON Szpital na Siemieradzkiego im. R. Czerwiakowskiego
- Centrum Onkologii – Instytut im. M. Curie-Skłodowskiej
- Alergo-Med Pracownia Alergologii i Immunologii Alergo-Med (ul. Batorego)
- Art Kolagena Gabinet Medycyny Estetycznej (ul. Garncarska)
- Centrum Leczenia Otyłości NZOZ (ul. Garncarska)

### Domy dziecka
- Dom Dziecka dla Dziewcząt (ul. Siemiradzkiego 31)

## Ulice Piasku

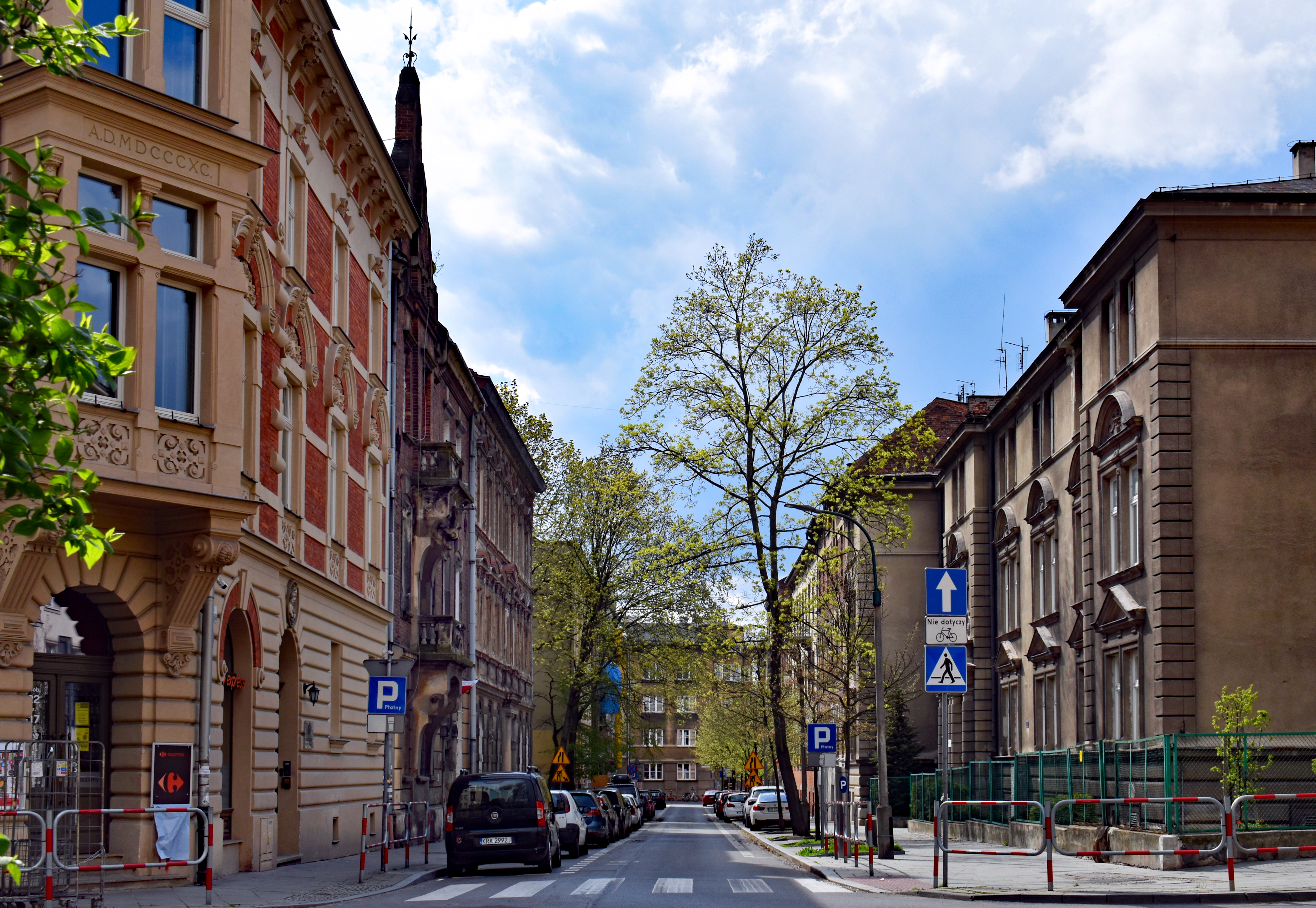
Ulica Henryka Siemiradzkiego
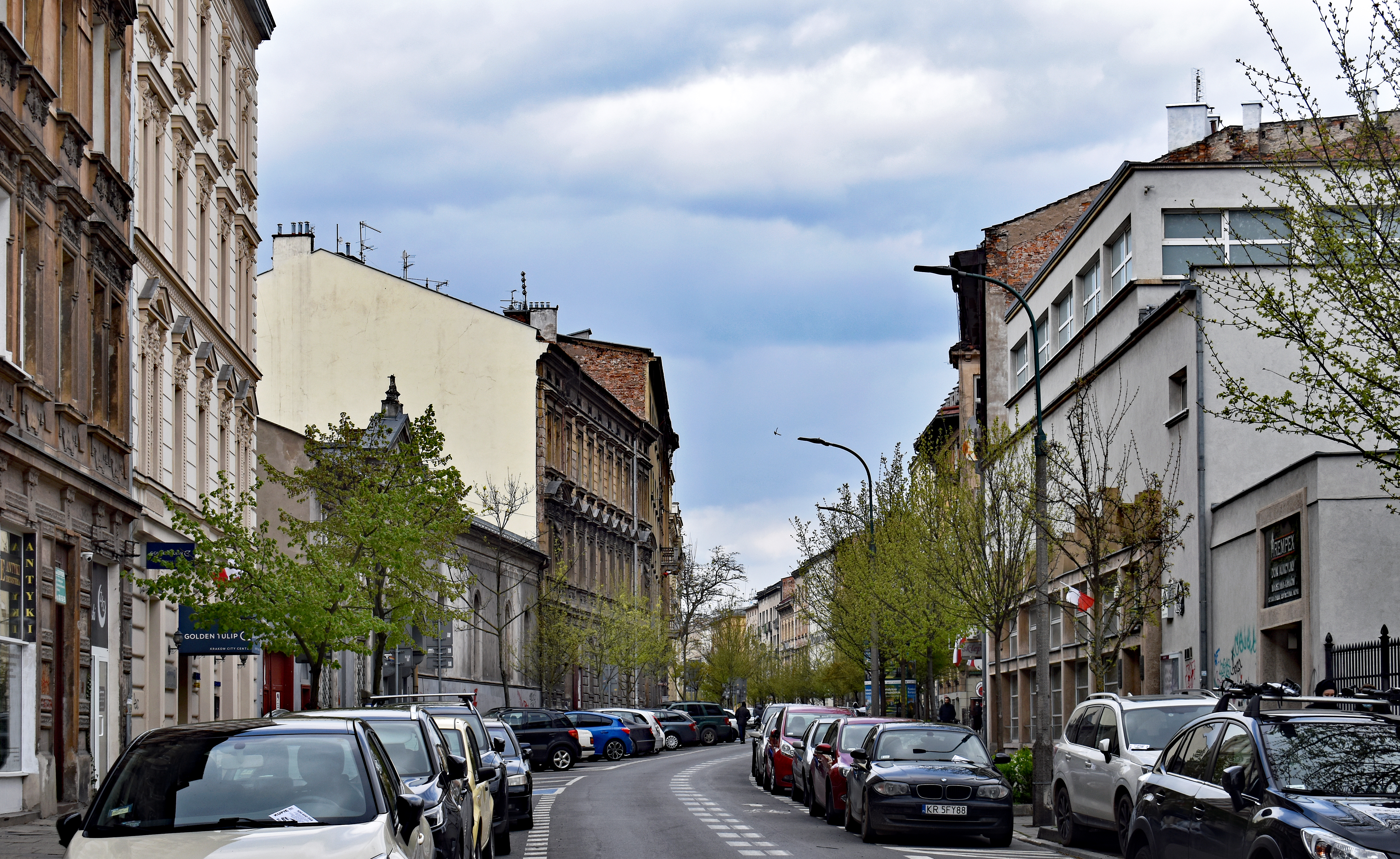
Ulica Łobzowska
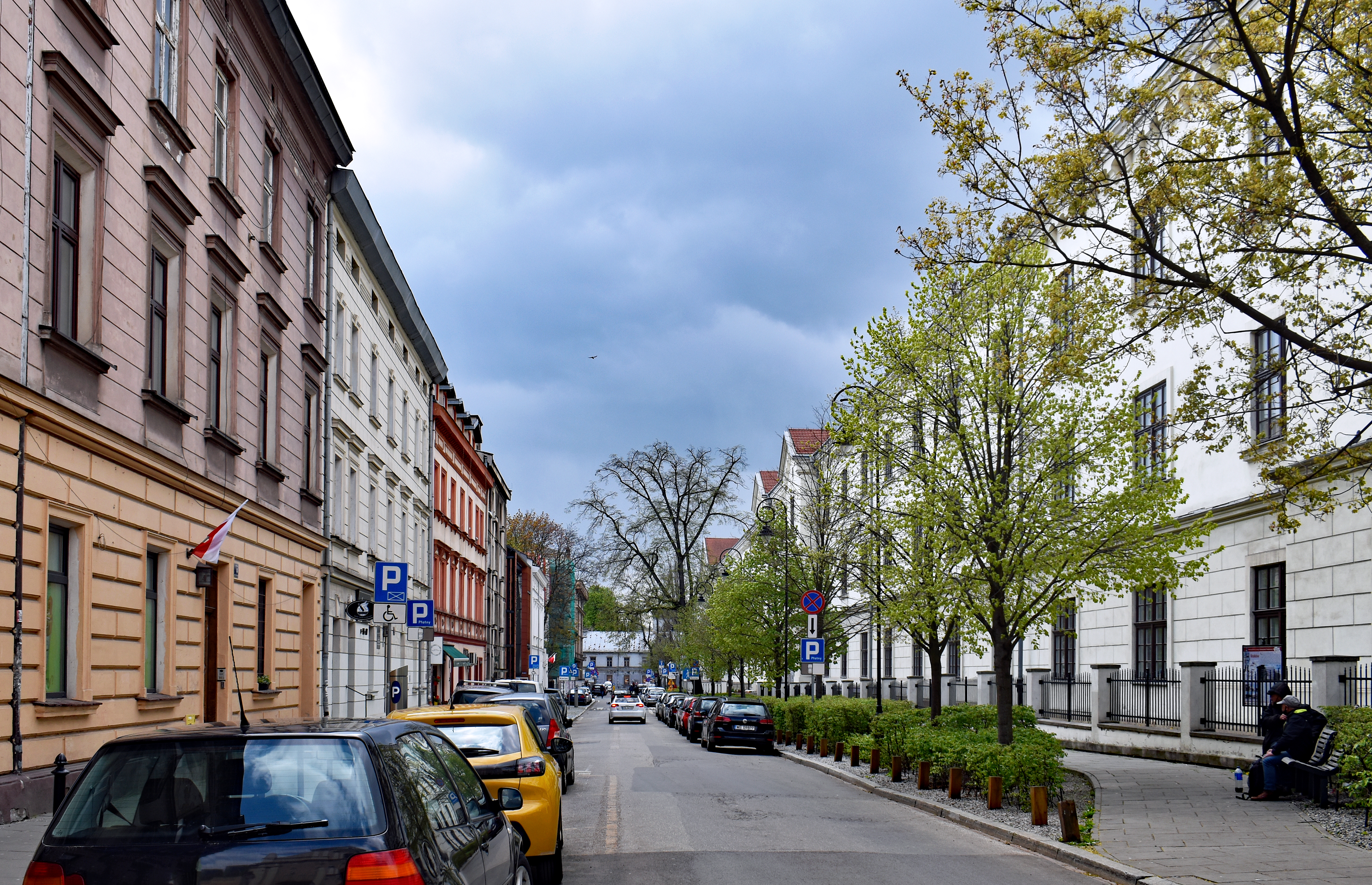
Ulica Rajska
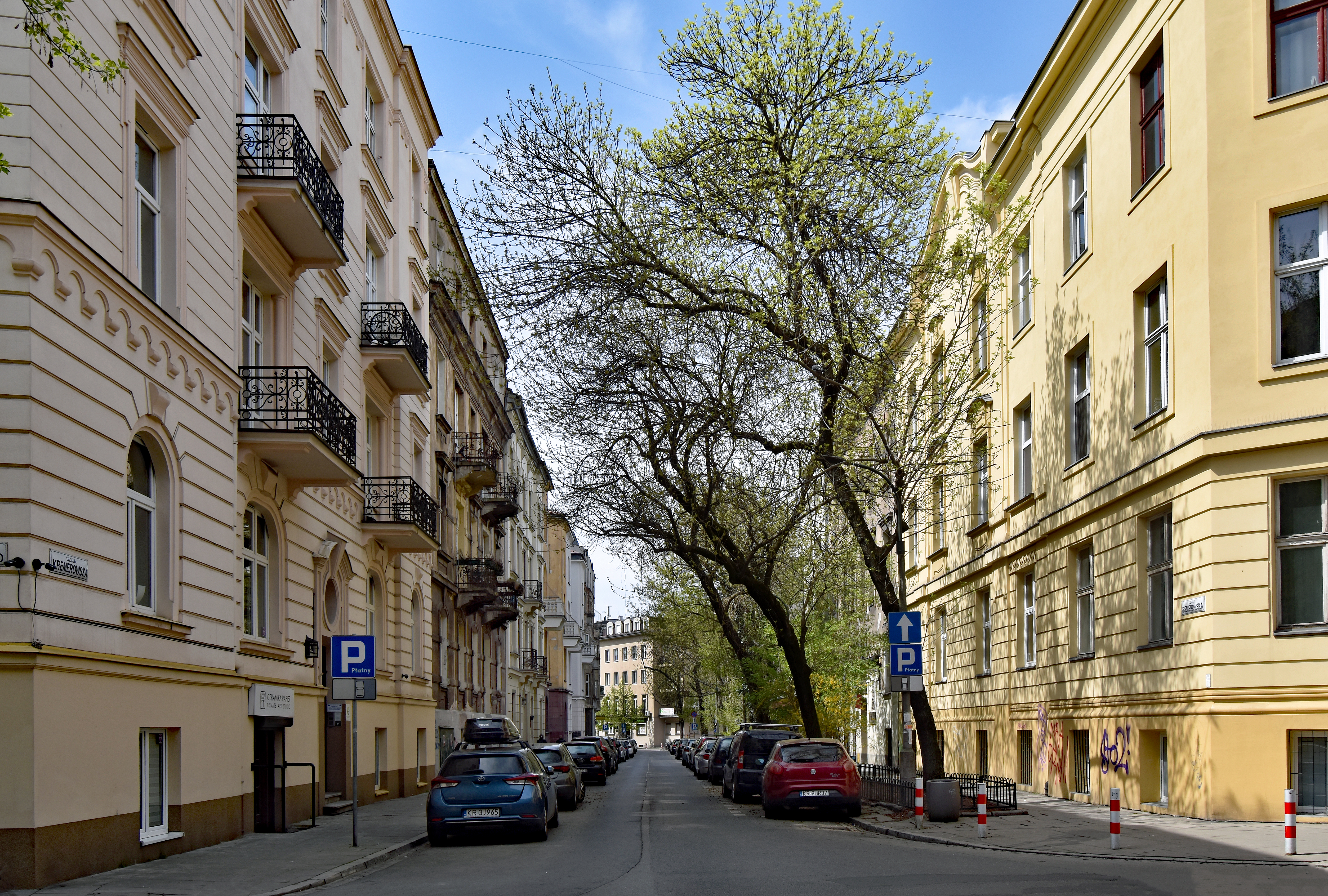
Ulica Kremerowska
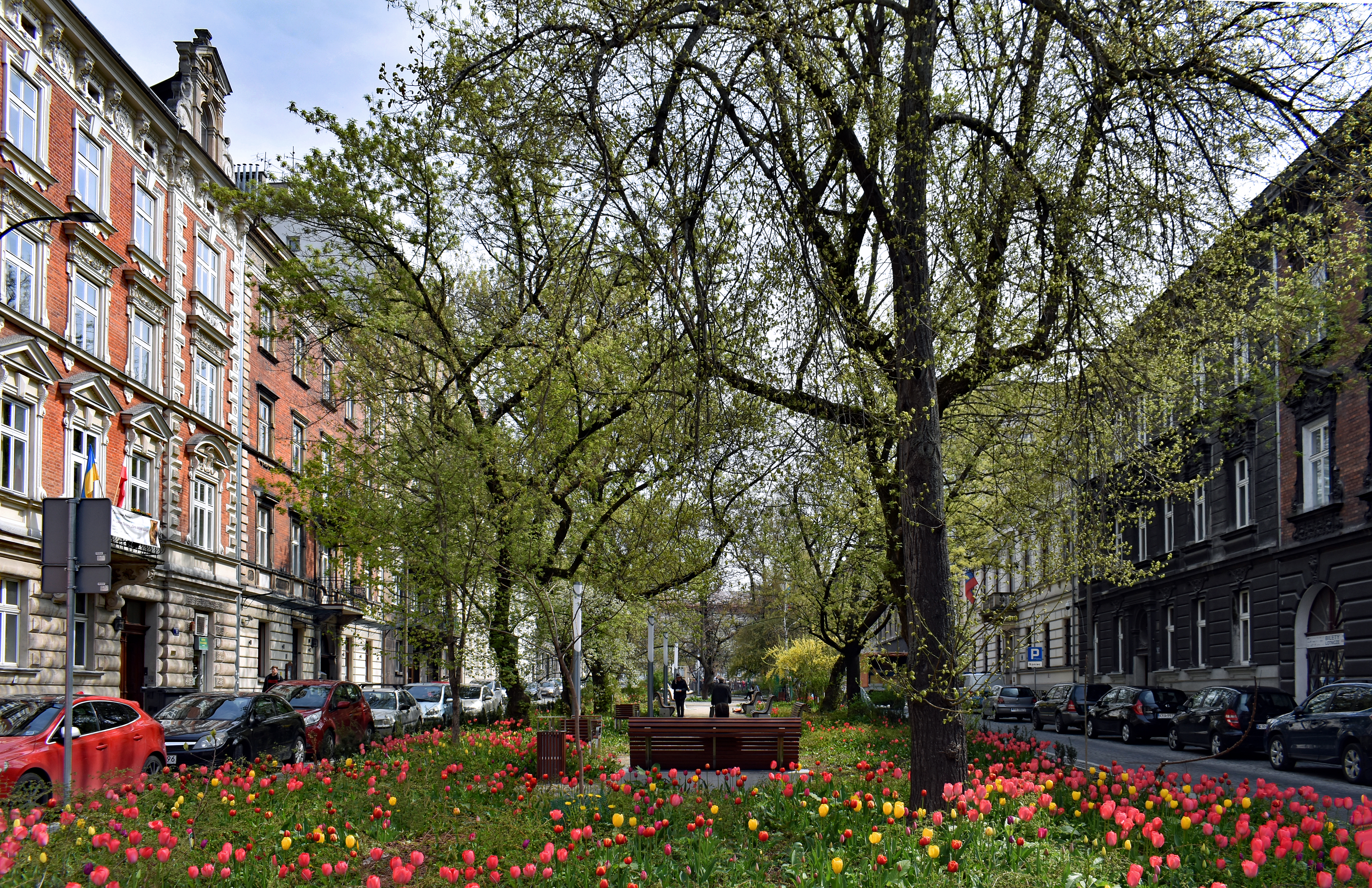
Ulica Biskupia, skwer pośrodku to Plac Biskupi
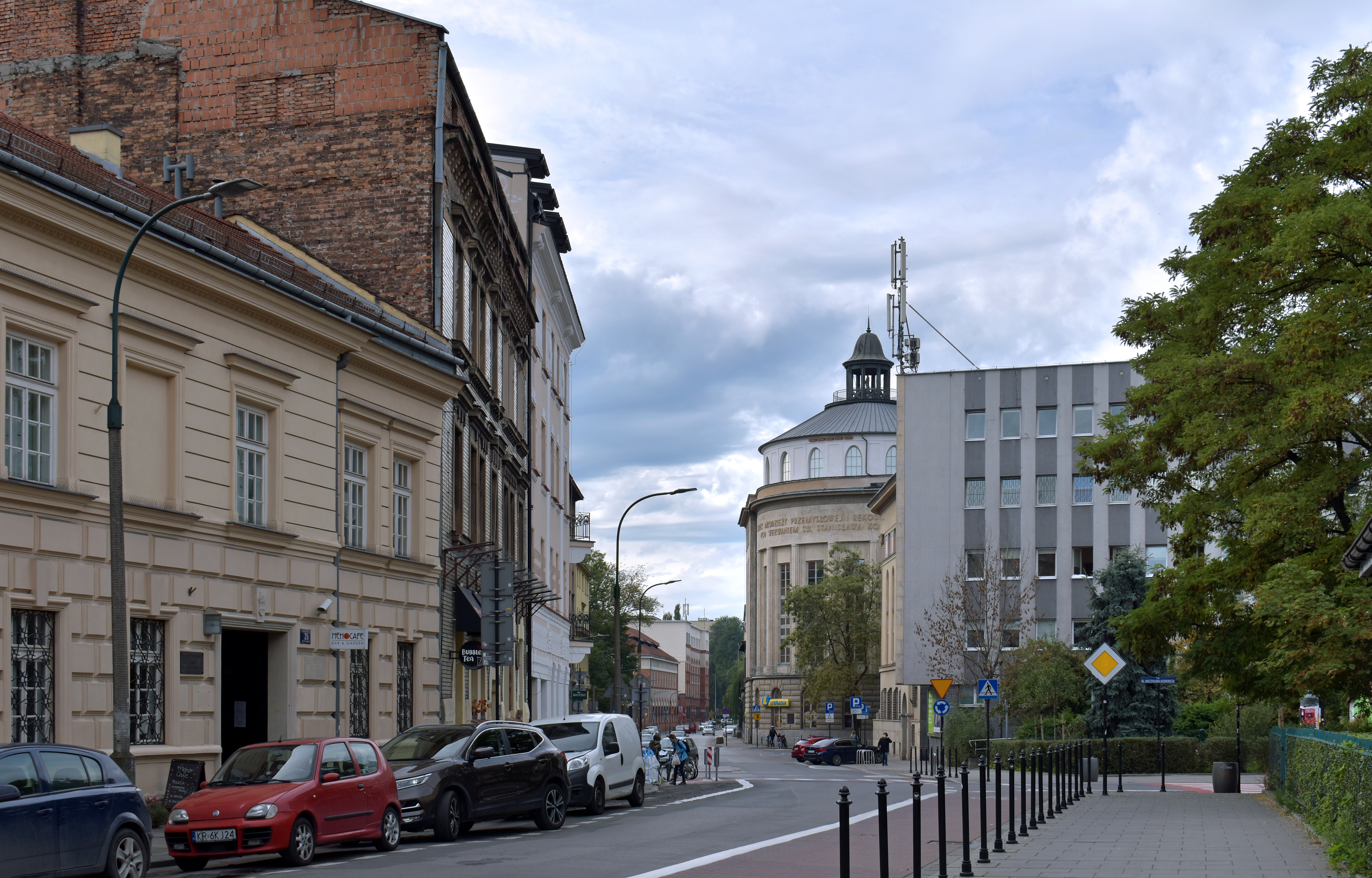
Ulica Krupnicza
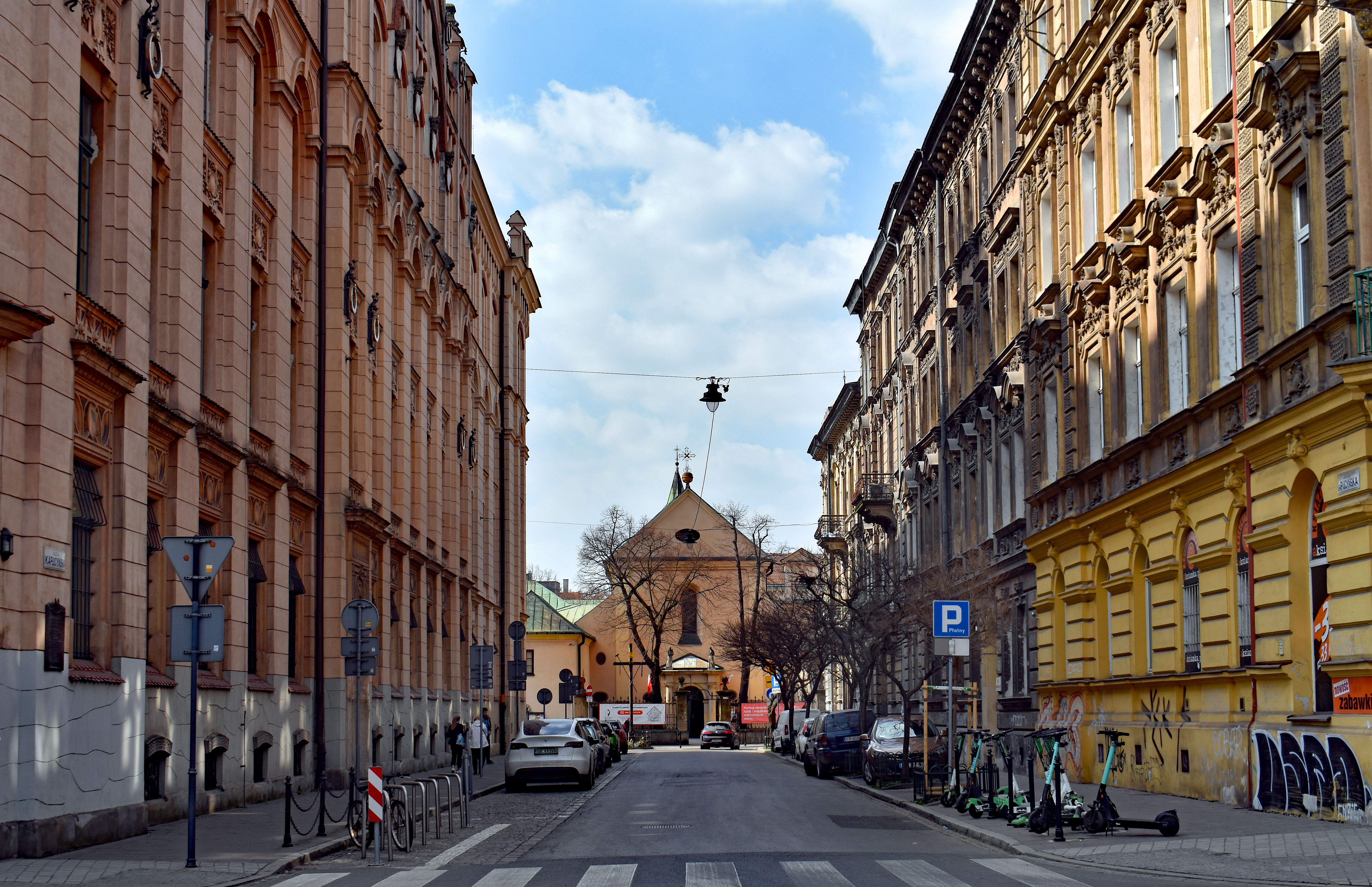
Ulica Kapucyńska, po lewej Nowy Świat, po prawej i na wprost Piasek
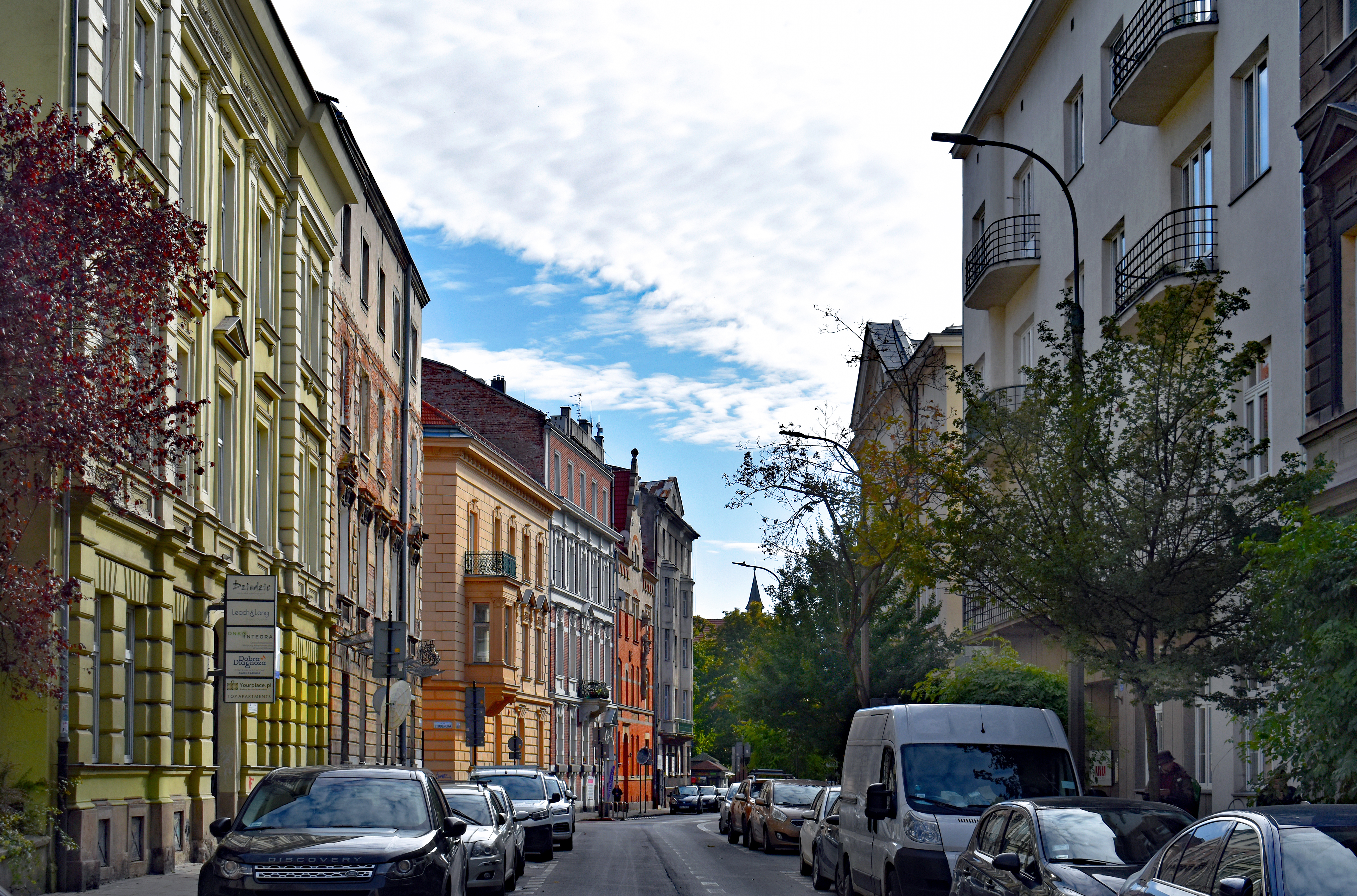
Ulica Garncarska
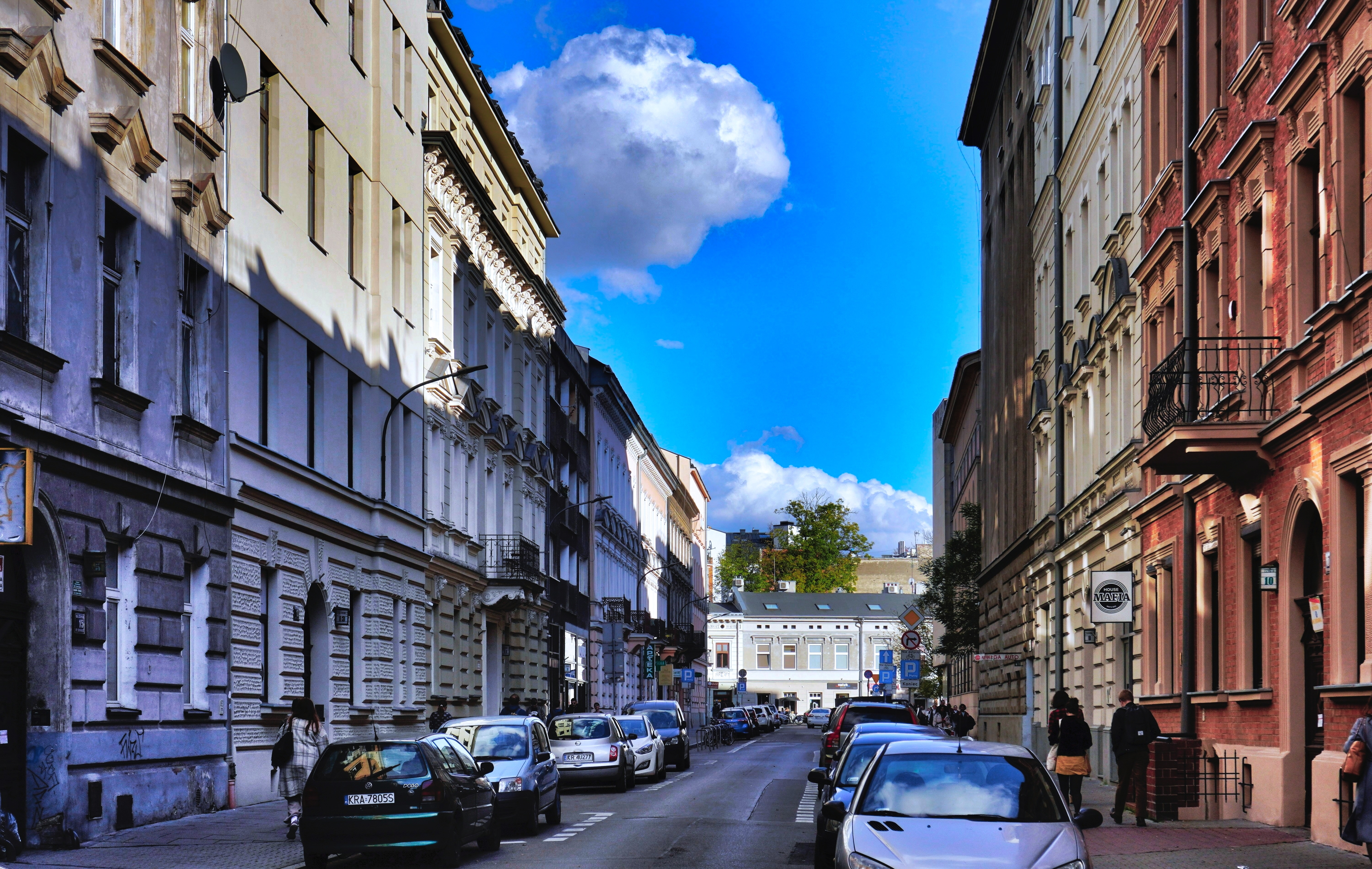
Ulica Czysta
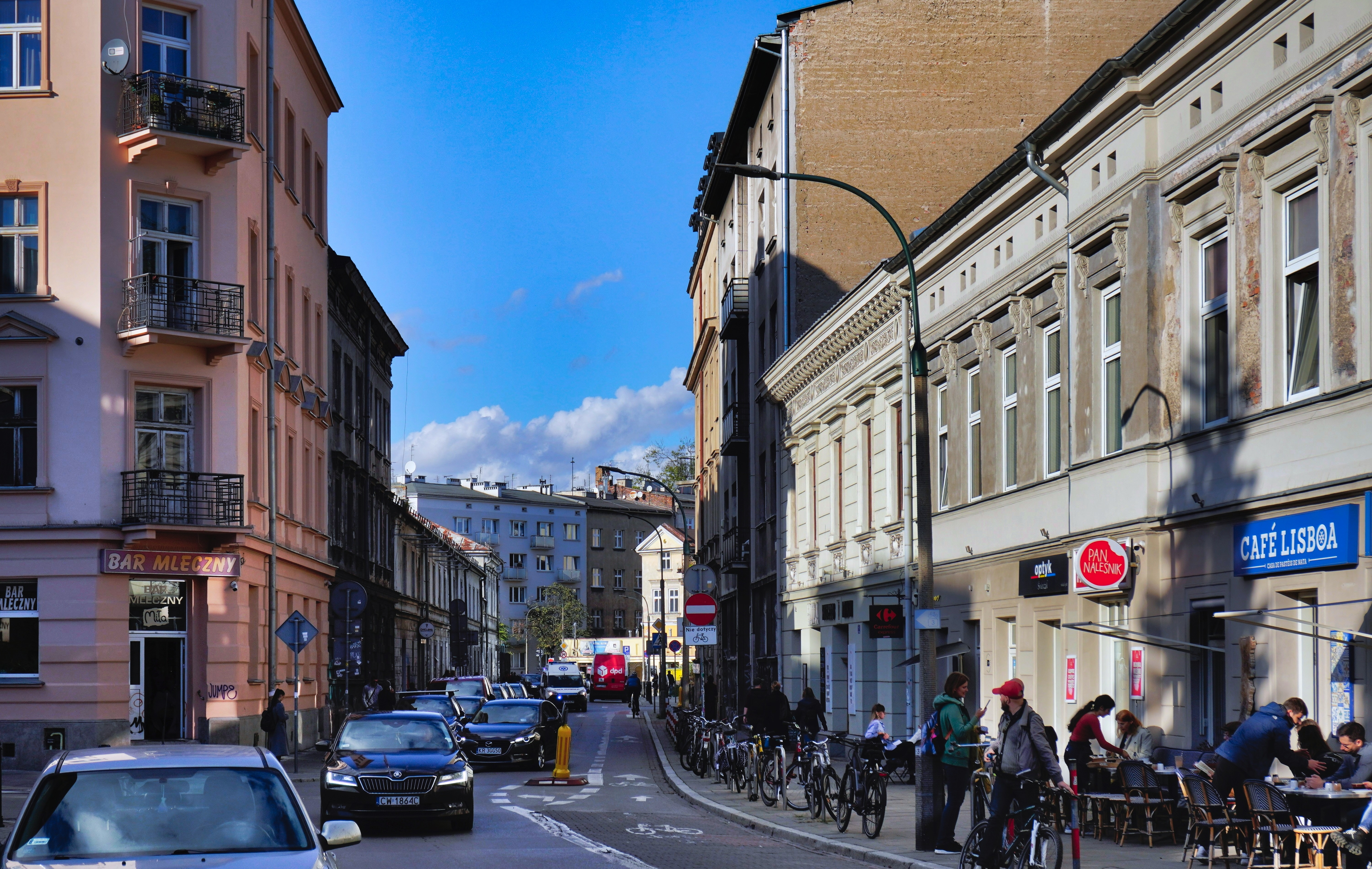
Ulica Dolnych Młynów
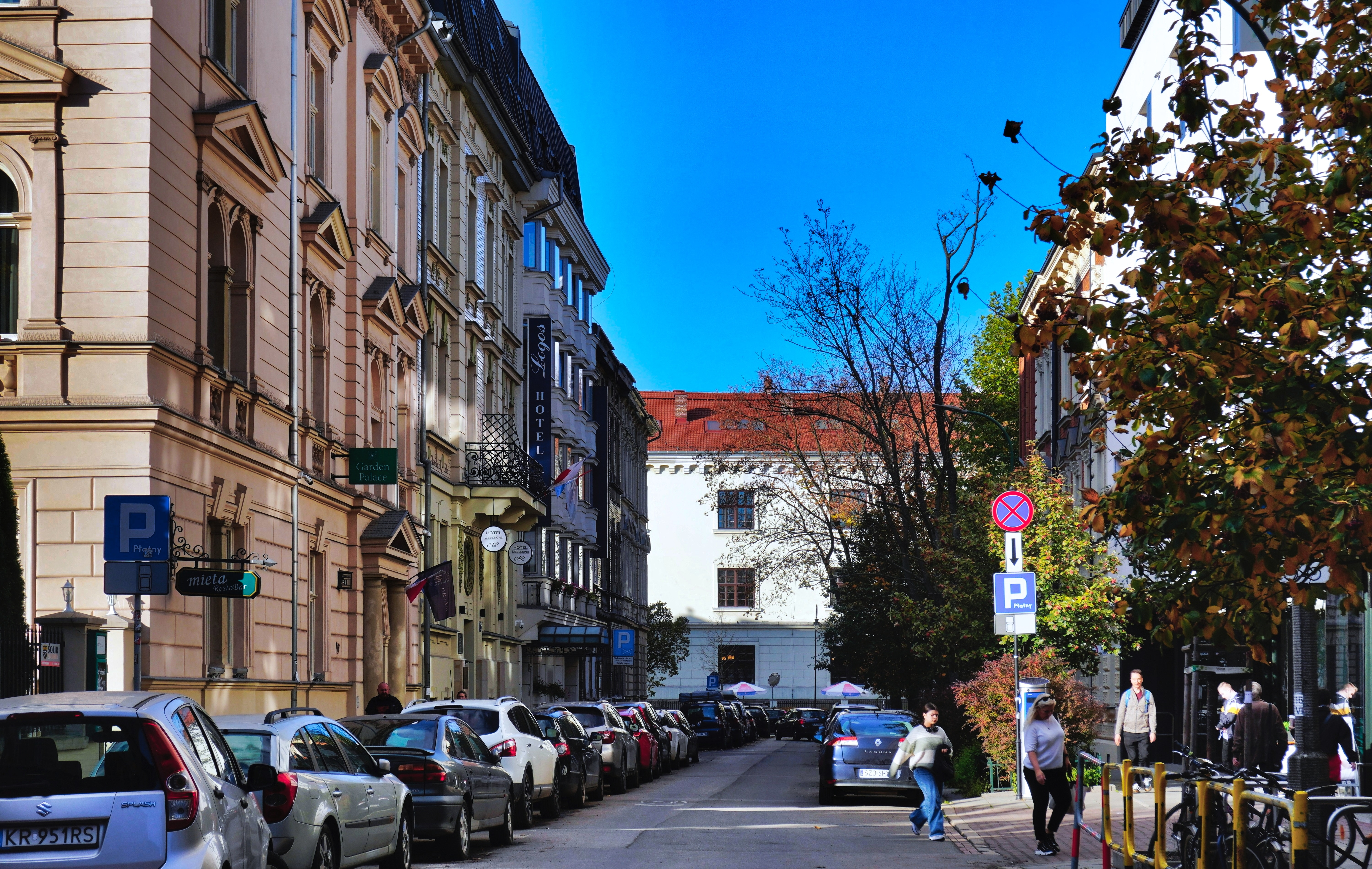
Ulica Józefa Szujskiego
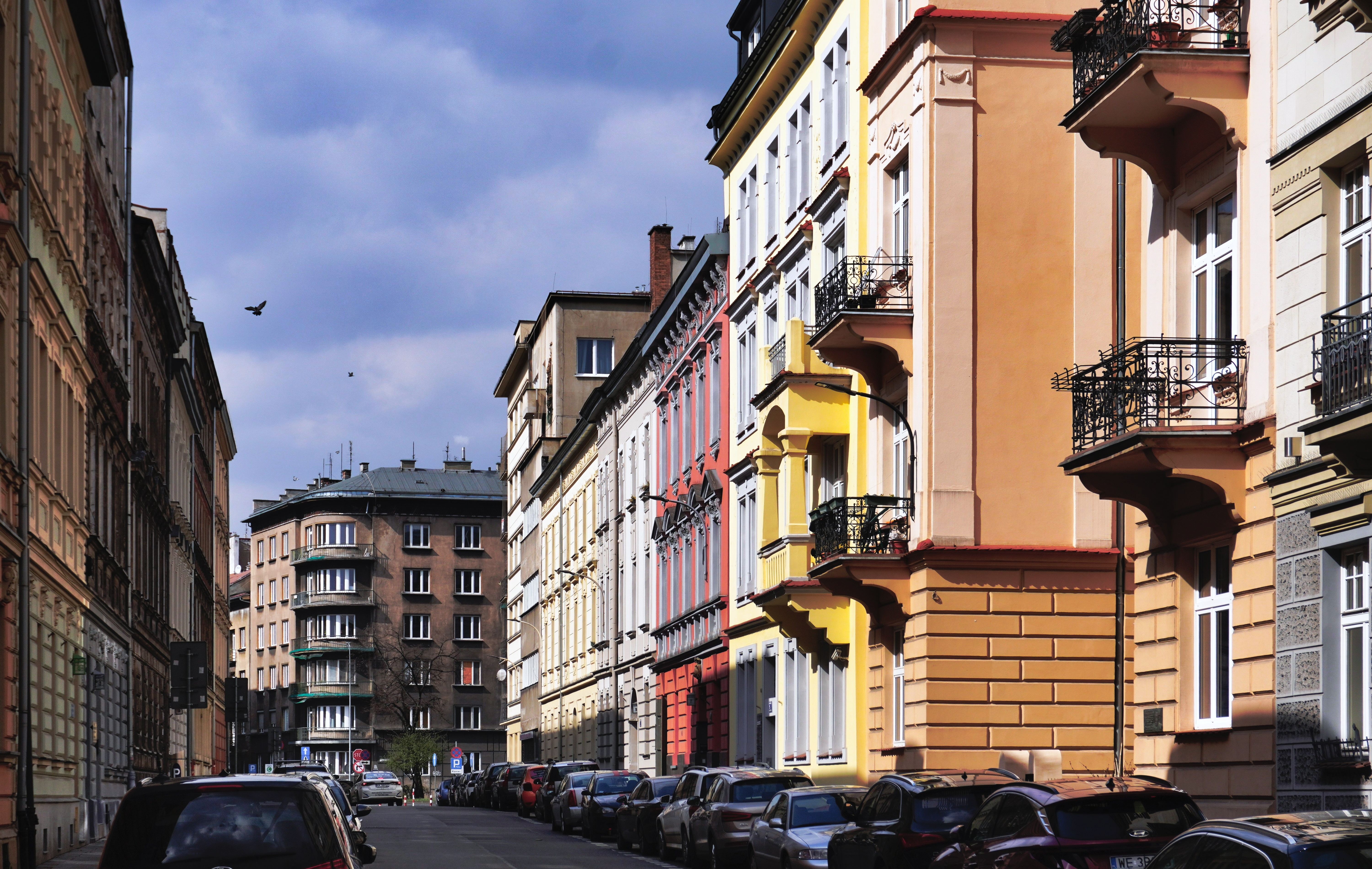
Ulica Teofila Lenartowicza
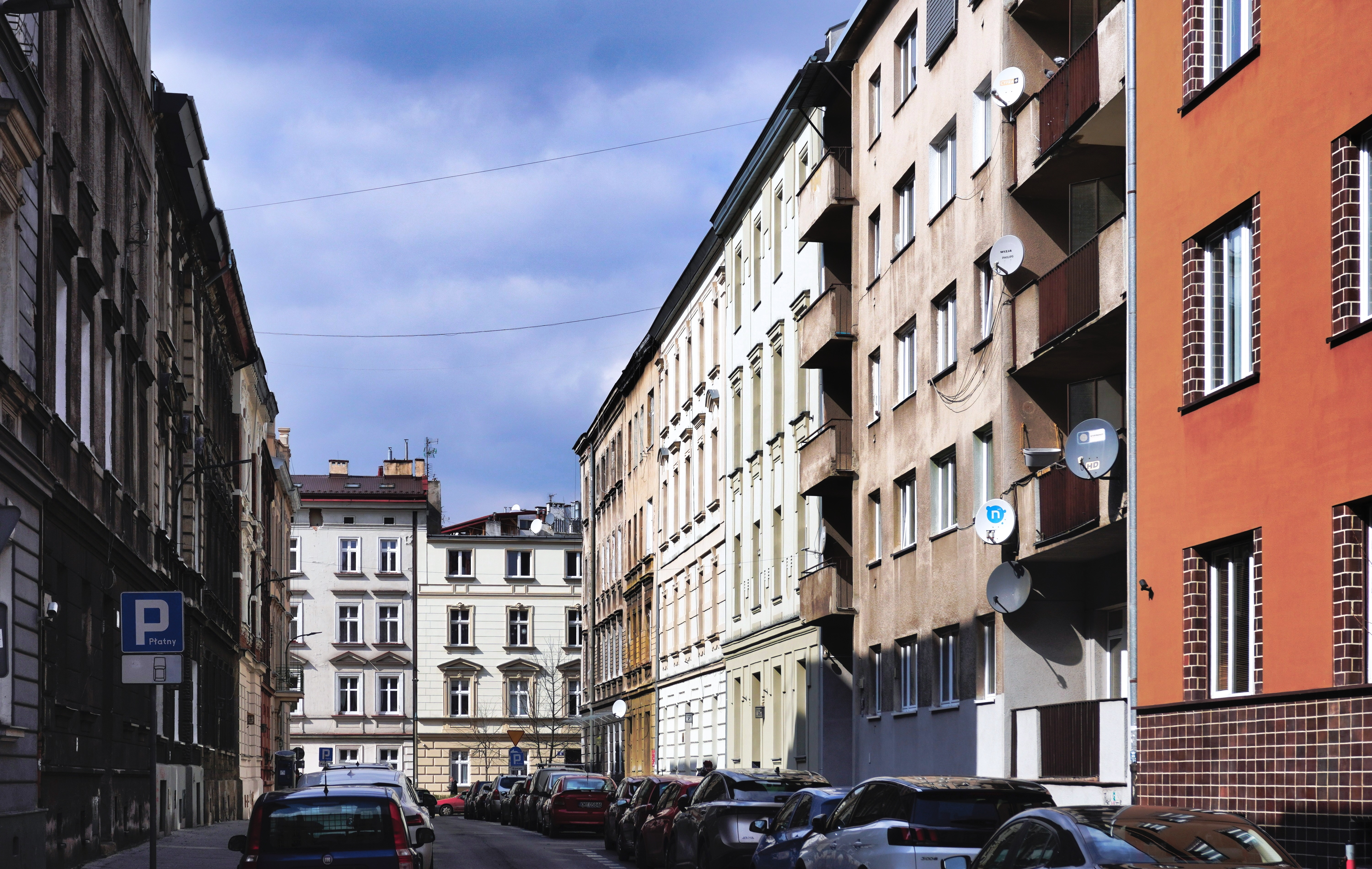
Ulica Stanisława Staszica
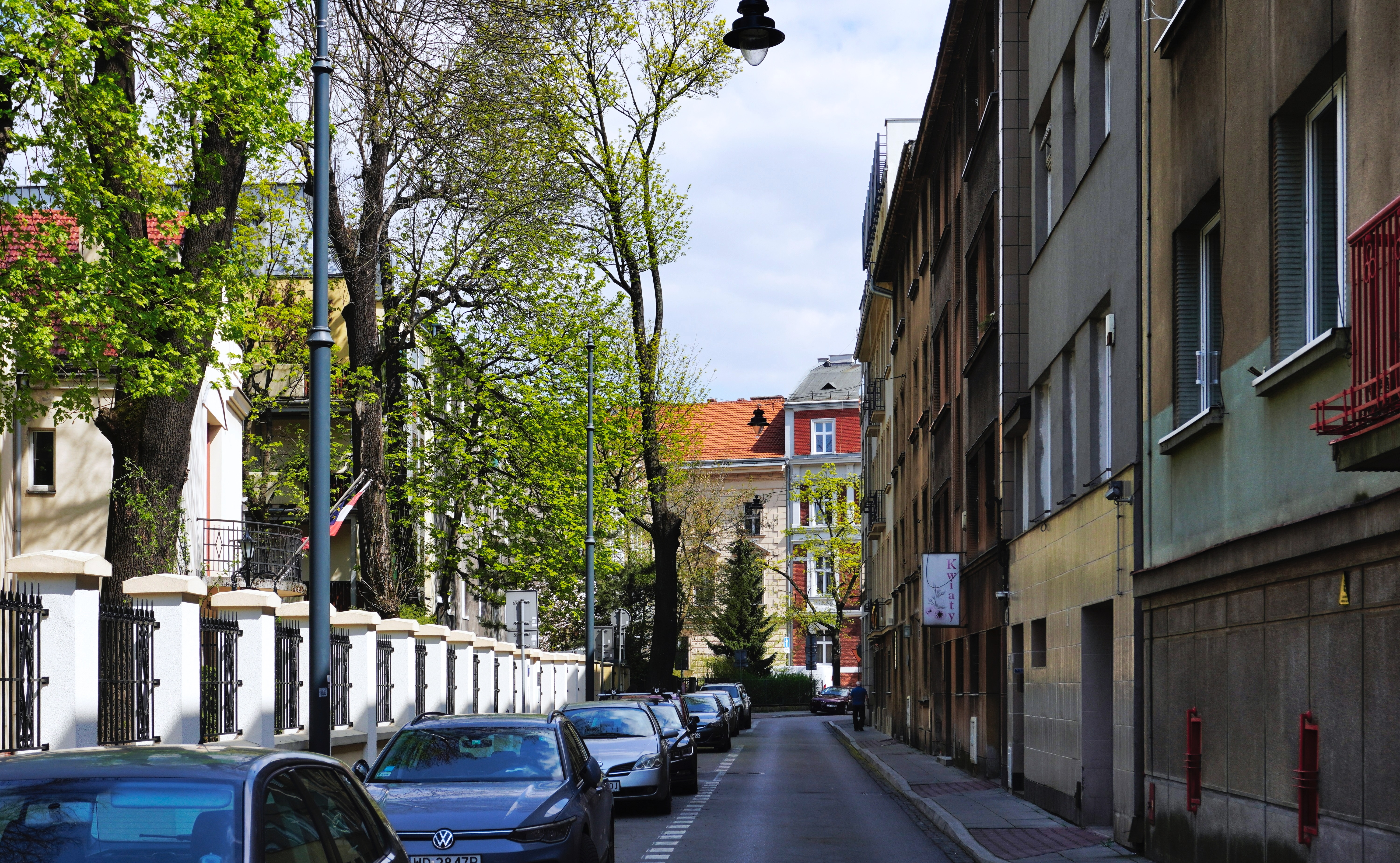
Ulica Napoleona Cybulskiego
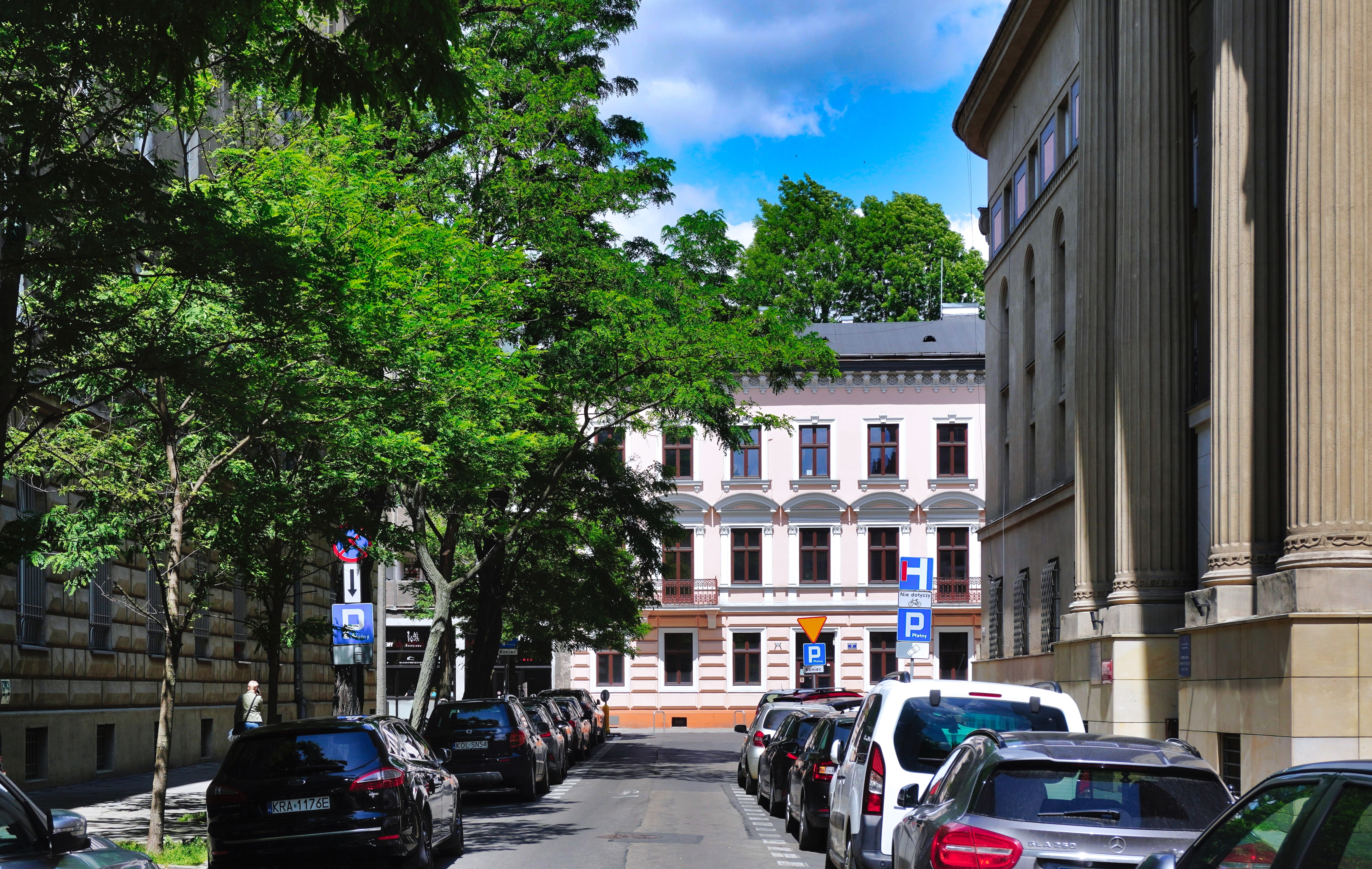
Ulica Skarbowa